# Jesper Nielsen
Jesper Nielsen, né le 30 août 1989 à Norrköping, est un joueur de handball suédois. Il mesure 2,00 mètres et pèse 118 kilos. Il joue au poste de pivot et évolue depuis 2016 dans le club français du Paris Saint-Germain Handball.

## Palmarès

### En club
compétitions internationales
- Vainqueur de la Coupe EHF en 2015
- Vainqueur de la Coupe du monde des clubs en 2015

compétitions nationales
- Vainqueur de la Coupe d'Allemagne en 2014
- Vainqueur du Championnat de France (1) : 2017, 2018
- Vainqueur de la Coupe de la Ligue française (2) : 2017, 2018
- Vainqueur de la Coupe de France (1) : 2018

### En sélection
championnat du monde
- 6e du championnat du monde 2017
- Médaille d'argent au Championnat d'Europe 2018

### Distinctions individuelles
- élu meilleur pivot du Championnat d'Europe 2018

## Galerie

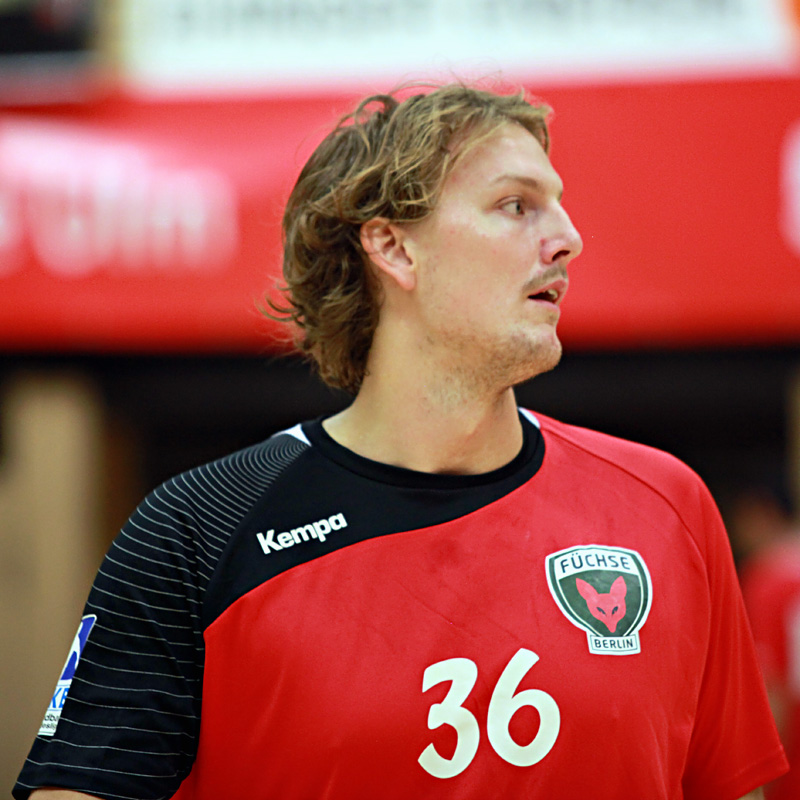
Avec Füchse Berlin
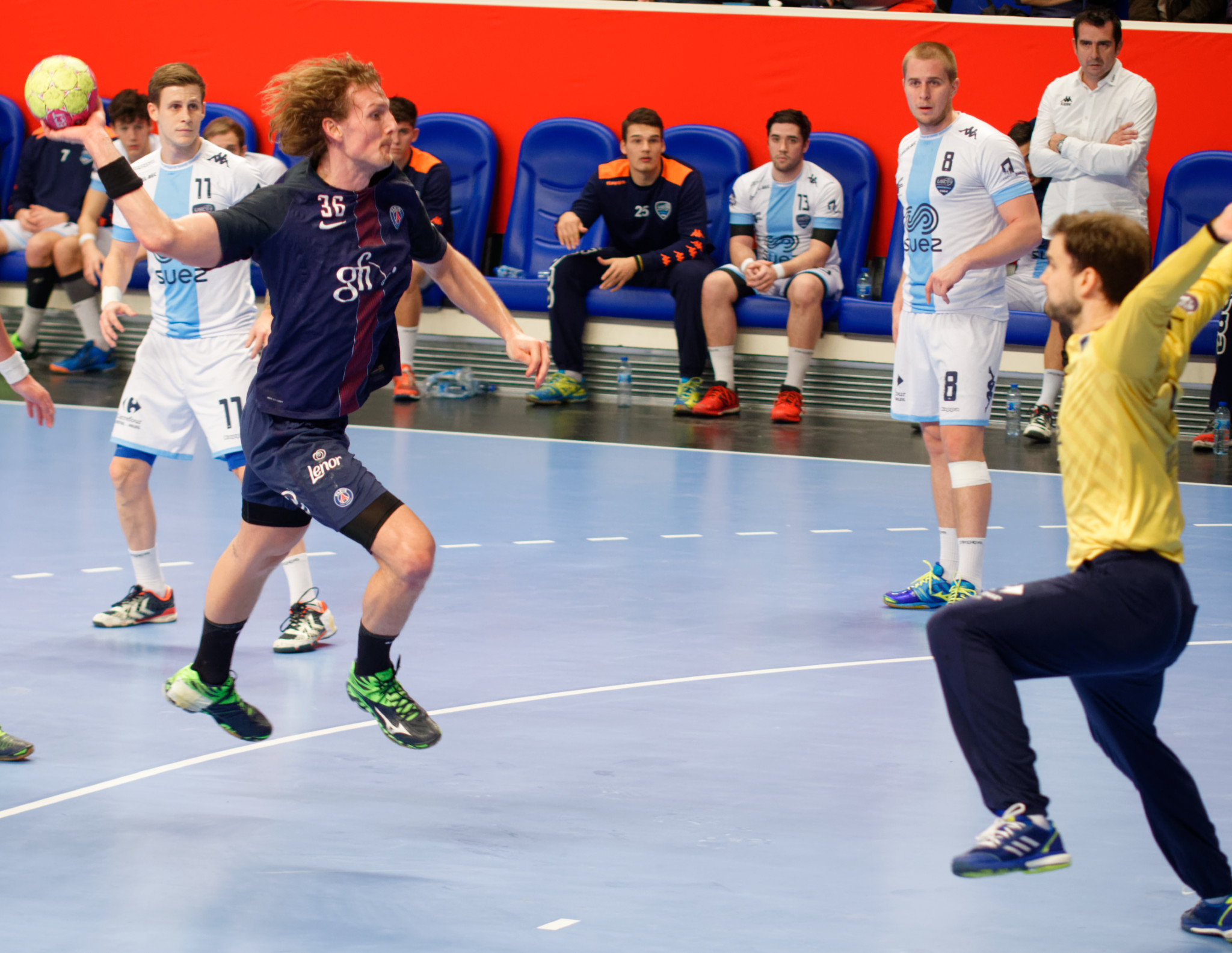
Avec PSG Handball
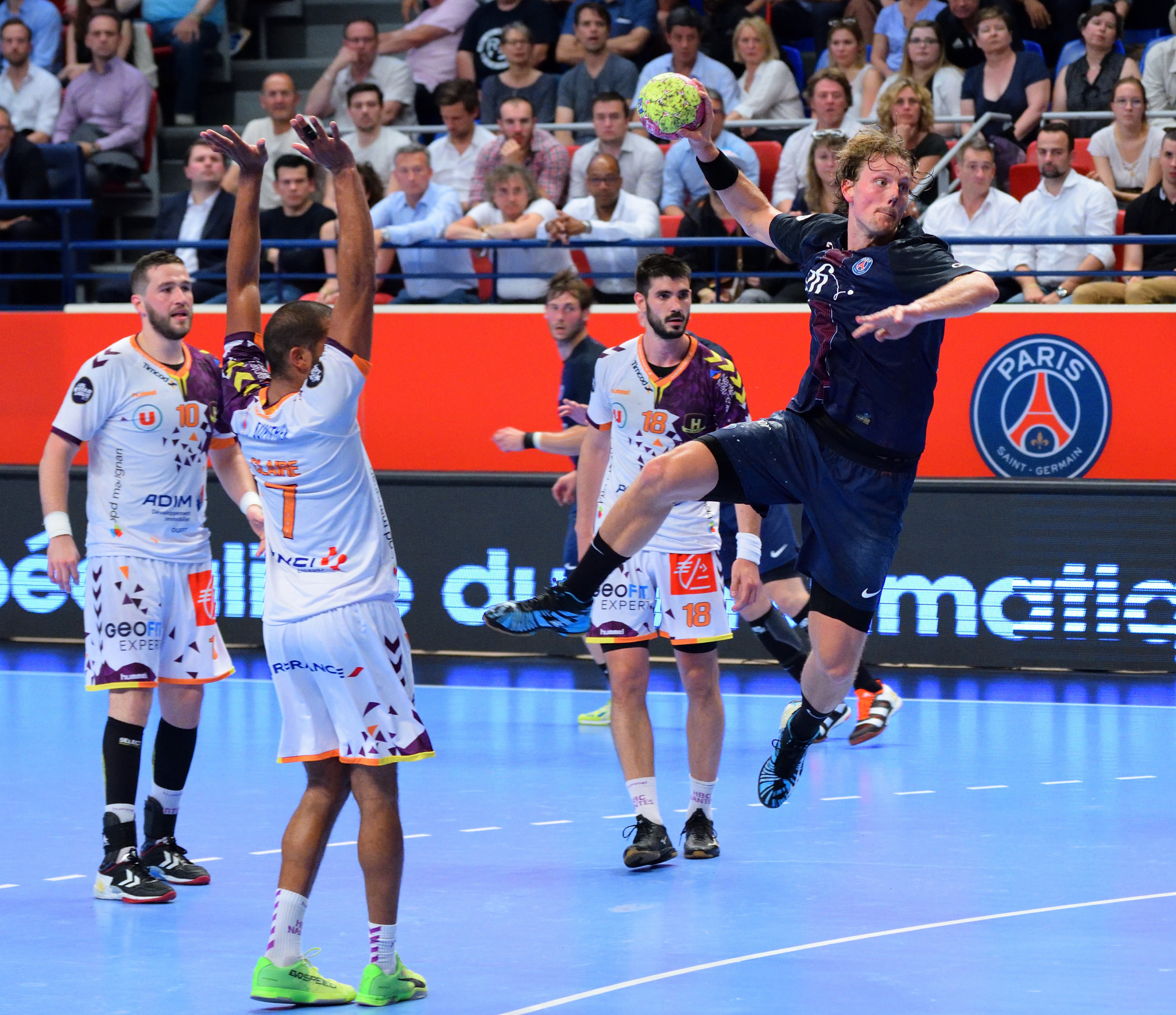
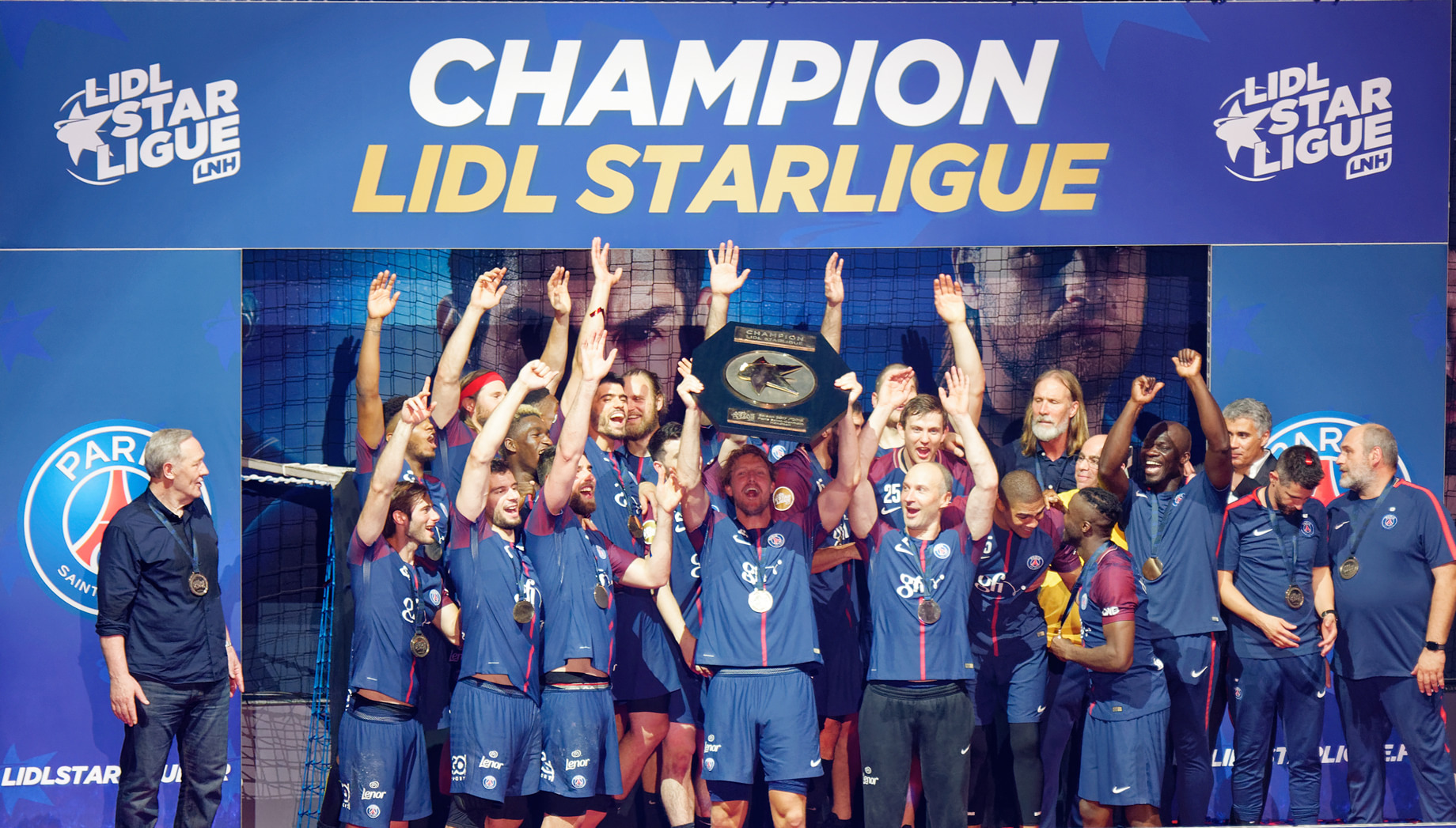
Dernier titre parisien avant son transfert